# تركة داري (قوريغل)
ترکة داري (بالفارسية: ترکه‌داری) هي مستوطنة تقع في إيران في قسم قوريغل الريفي. يقدر عدد سكانها بـ 771 نسمة .